# 26 novembre
Il 26 novembre è il 330º giorno del calendario gregoriano (il 331º negli anni bisestili). Mancano 35 giorni alla fine dell'anno.

## Eventi
- 43 a.C. – Viene formato il Secondo triumvirato fra Ottaviano Augusto, Marco Antonio e Marco Emilio Lepido
- 1402 – Dopo il matrimonio per procura del 21 maggio, si celebra il matrimonio effettivo tra Martino I di Sicilia e Bianca di Navarra presso la cattedrale di Palermo
- 1461 – Un violento terremoto devasta L'Aquila
- 1778 – Nelle Isole Hawaii, il capitano James Cook diventa il primo europeo a scoprire Maui
- 1805 – Apertura ufficiale dell'Acquedotto Pontcysyllte di Thomas Telford
- 1812 – Ha inizio la battaglia della Beresina; terminerà il 29 novembre
- 1825 – All'Union College di Schenectady un gruppo di studenti forma la Kappa Alpha Society, è la prima confraternita universitaria
- 1842 – Viene fondata negli Stati Uniti l'University of Notre Dame
- 1863 – Guerra di secessione americana: a Mine Run le forze dell'Unione, guidate dal generale George Meade, prendono posizione contro le truppe confederate guidate dal generale Robert E. Lee
- 1865
  - Charles Dodgson (meglio noto come Lewis Carroll) invia il manoscritto di Le avventure di Alice nel Paese delle Meraviglie ad Alice Liddell
  - Guerra delle Isole Chincha: nella battaglia di Papudo la flotta spagnola sconfigge la flotta peruviana
- 1911 – Al Teatro dei Differenti di Barga Giovanni Pascoli pronuncia il discorso La grande proletaria si è mossa in cui appoggiò pubblicamente la guerra coloniale italiana in Libia
- 1917
  - Viene formata la National Hockey League, composta da Montréal Canadiens, Montréal Wanderers, Ottawa Senators, Quebec Bulldogs e Toronto Arenas
  - Si conclude la prima battaglia del Piave con una importante vittoria difensiva degli italiani contro gli austro-tedeschi
- 1922
  - La pellicola Toll of the Sea debutta come primo film ampiamente distribuito a usare il Technicolor a due toni
  - L'archeologo Howard Carter entra insieme al suo compagno di ricerca Lord Carnarvon per la prima volta nella tomba del faraone Tutankhamon dopo 3.000 anni
- 1937 – Hermann Göring viene nominato Ministro dell'Economia in sostituzione di Hjalmar Schacht
- 1941
  - Il presidente statunitense Franklin Delano Roosevelt firma un decreto che stabilisce il quarto giovedì di novembre come Giorno del ringraziamento negli Stati Uniti
  - Seconda guerra mondiale: gli Stati Uniti inviano un ultimatum all'Impero giapponese (vedi: Nota Hull)
  - Seconda guerra mondiale: Attacco di Pearl Harbor – Una flotta di sei portaerei comandate dal viceammiraglio giapponese Chūichi Nagumo lascia la Baia di Hitokappu con destinazione Pearl Harbor, sotto uno stretto silenzio radio
- 1942 – Prima del film Casablanca all'Hollywood Theater di New York
- 1949 – L'Assemblea costituente dell'India adotta la Costituzione dell'India
- 1950 – Guerra di Corea: truppe della Repubblica Popolare Cinese in Corea del Nord lanciano un massiccio contrattacco contro le forze della Corea del Sud e degli Stati Uniti (battaglia di Chosin Reservoir), mettendo fine al pensiero di una rapida soluzione del conflitto
- 1965 – Nella base di lancio di Hammaguira nel Deserto del Sahara, la Francia lancia un razzo Diamant-A, con a bordo il suo primo satellite artificiale, l'Asterix-1, è la terza nazione ad andare nello spazio esterno con un proprio razzo
- 1968 – Guerra del Vietnam: il pilota di elicotteri dell'aviazione statunitense James P. Fleming salva un'unità delle forze speciali inchiodata dal fuoco dei Viet Cong: verrà premiato con la Medal of Honor
- 1973 – La Mauritania aderisce alla Lega araba
- 1977 – La televisione inglese assiste all'Interferenza di Vrillon: per alcuni minuti le trasmissioni vengono interrotte da un messaggio in lingua inglese, nel quale si parla di una presunta civiltà aliena
- 1980 – Iniziano le riprese del film Gandhi
- 1983 – A Londra, 6.800 lingotti d'oro, per un valore di quasi 26 milioni si sterline, vengono rubati dal caveau della Brinks Mat all'Aeroporto di Heathrow
- 1985 – Il presidente statunitense Ronald Reagan firma il contratto per cedere i diritti della sua autobiografia alla Random House per la cifra record di 3 milioni di dollari
- 1986 – Scandalo Iran-Contra: il presidente statunitense Ronald Reagan annuncia i membri di quella che diverrà nota come la Commissione Tower
- 1991 – Uscita dell'album "Dangerous" di Michael Jackson.
- 1996 – La Juventus vince la sua seconda Coppa Intercontinentale battendo 1-0 il River Plate, grazie alla rete di Alessandro Del Piero
- 1998 – Tony Blair è il 1º primo ministro del Regno Unito a tenere un discorso nel parlamento della Repubblica d'Irlanda
- 2000 – Viene scoperta la luna di Giove Caldene, da una squadra di astronomi dell'Università delle Hawaii guidata da Scott S. Sheppard, ricevette la designazione provvisoria di S/2000 J 10
- 2003 – Ultimo volo di un Concorde
- 2004 – In Cina muore, poche ore dopo la nascita, il primo bufalo acquatico clonato. Il responsabile del progetto, il dottor Shi Deshun, spiega che dopo 342 giorni di gestazione e un parto cesareo, l'animale era nato sano, ma la perdita di troppo sangue a causa del taglio del cordone ombelicale ne ha provocato la morte.
- 2008 – A Mumbai dalle 22:30 inizia una serie di attentati terroristici rivendicati dall'organizzazione terrorista islamica Mujahidin del Deccan e che provocheranno circa 195 morti e 300 feriti.
- 2010 – Scompare Yara Gambirasio.
- 2011 – Lancio del rover marziano Curiosity dal Kennedy Space Center.
- 2018 - La sonda Lander InSight atterra su Marte alle ore 19.54 UTC.
- 2019 – Un devastante terremoto colpisce l'Albania.

## Nati
Ci sono circa 1 040 voci su persone nate il 26 novembre; vedi la pagina Nati il 26 novembre per un elenco descrittivo o la categoria Nati il 26 novembre per un indice alfabetico.

## Morti
Ci sono circa 520 voci su persone morte il 26 novembre; vedi la pagina Morti il 26 novembre per un elenco descrittivo o la categoria Morti il 26 novembre per un indice alfabetico.

## Feste e ricorrenze

### Religiose
Cristianesimo:
- Sant'Alipio lo Stilita, diacono e anacoreta
- Sant'Amatore di Autun, vescovo
- San Banban di Lethglenn, vescovo
- San Bellino di Padova, vescovo
- San Corrado di Costanza, vescovo
- San Leonardo da Porto Maurizio, sacerdote
- Sante Magnanzia e Massima, vergini
- San Nicone Metanoita, monaco
- San Silvestro Guzzolini, abate
- San Siricio, papa
- Santi Tommaso Dinh Viet Du e Domenico Nguyen Van Xuyen, domenicani, martiri
- Sant'Umile da Bisignano, religioso
- Beata Delfina di Signe, vedova
- Beata Gaetana Sterni, fondatrice delle Suore della divina volontà
- Beato Giacomo Alberione, sacerdote
- Beato Giovanni Martinez, mercedario
- Beato Ponzio di Faucigny, abate
- Beato Sancio de Sant'Arago, mercedario
- Beati Ugone Taylor e Marmaduke Bowes, martiri

Religione romana antica e moderna:
- Ludi Sarmatici, secondo giorno